# Rivera (Cañar)
Rivera ist eine Ortschaft und eine Parroquia rural („ländliches Kirchspiel“) im Kanton Azogues der ecuadorianischen Provinz Cañar. Die Parroquia besitzt eine Fläche von 219,2 km². Die Einwohnerzahl lag im Jahr 2010 bei 1542.

## Lage
Die Parroquia Rivera liegt in der Cordillera Real südzentral in Ecuador. Der Río Mazar entwässert das Areal nach Südosten zum Río Paute. Letzterer fließt entlang der südöstlichen Verwaltungsgrenze nach Nordosten. Der etwa 2450 m hoch gelegene Hauptort befindet sich knapp 30 km nordöstlich der Provinzhauptstadt Azogues.
Die Parroquia Rivera grenzt im Norden und im Nordosten an die Provinz Chimborazo mit der Parroquia Achupallas (Kanton Alausí), im Südosten an die Provinz Azuay mit der Parroquia Amaluza (Kanton Sevilla de Oro), im Süden an die Parroquia Pindilig sowie im Westen an die Parroquia Ingapirca (Kanton Cañar).

## Orte und Siedlungen
In der Parroquia Rivera befinden sich folgende Comunidades: Shagalpud, Shudun, San Vicente, La Libertad, Colepato, Mazar, San Francisco, Buenos Aires, La Letra, Llavircay, Santa Rosa, San José de Guarumales, San Antonio de Juval, Guangras, San Antonio de Rivera,  Alazan, Zorrocucho, Tamiamanga und San Jacinto.

## Geschichte
Die Parroquia Rivera wurde am 10. Januar 1910 gegründet.